# Rivière Blondeau (vattendrag i Kanada, lat 47,40, long -78,95)
Rivière Blondeau är ett vattendrag i Kanada.   Det ligger i provinsen Québec, i den sydöstra delen av landet, 300 km nordväst om huvudstaden Ottawa.
I omgivningarna runt Rivière Blondeau växer i huvudsak blandskog. Trakten runt Rivière Blondeau är nära nog obefolkad, med mindre än två invånare per kvadratkilometer.